# Hummel
Hummel (с нем. — «шмель», полное название — 15 cm Schwere Panzerhaubitze auf Geschützwagen III/IV (Sf) Hummel, сокр. Geschützwagen III/IV) — немецкая самоходная гаубица калибра 150 мм периода Второй мировой войны.

## История создания и производство
В начале сентября 1941 года Гитлеру был представлен доклад, в котором приводились аргументы в пользу создания единого танка на базе PzKpfw III и PzKpfw IV. В результате в начале 1942 года было создано унифицированное шасси Geschutzwagen III/IV. Но в марте, после установки 75-мм длинноствольного орудия на Pz. IV Ausf. F2, проект «единого танка» закрыли, но созданное шасси было решено использовать, как базу для самоходной артиллерийской установки со 150-мм гаубицей sFH 18. Проектированием новой самоходки занималась фирма Alkett, которая уже разрабатывала проект установки 105-мм орудия 10,5 cm leFH 18 на шасси PzKpfw III. В июле проект был одобрен и было запланировано произвести 200 САУ. Но в октябре, после демонстрации Гитлеру проекта технически аналогичной самоходки, вооружённой 88-мм Pak 43 (будущий Насхорн), планы были скорректированы и до лета 1943 года было запланировано произвести по 100 машин каждого типа.
Производство самоходок Hummel началось в феврале на заводе фирмы Stahlindustrie, Мюльхайм-на-Руре. Кроме того Вермахт получил 157 транспортёров боеприпасов на базе самоходки, которые без особых трудностей переделывались в войсках в боевые машины. Сколько подобным образом было переделано транспортёров — неизвестно.
Машины получили серийные номера в диапазоне 320001 — 320813. Одно шасси с № 320148 было использовано для изготовления Heuschrecke 10.
|       | Производитель       | 1     | 2     | 3     | 4     | 5     | 6     | 7     | 8     | 9     | 10    | 11    | 12    | Всего |
| ----- | ------------------- | ----- | ----- | ----- | ----- | ----- | ----- | ----- | ----- | ----- | ----- | ----- | ----- | ----- |
| 1943  | Werk Stahlindustrie |       | 5     | 26    | 49    | 35    | 26    | 30    | 38    | 30    | 43    | 51    | 35    | 368   |
| 1944  | Werk Stahlindustrie | 32    | 50    | 47    | 35    | 29    | 4     |       | 50    | 13    |       | 5     | 24    | 289   |
| 1945  | Werk Stahlindustrie | 42    | 5     | 1     |       |       |       |       |       |       |       |       |       | 48    |
| Всего | Всего               | Всего | Всего | Всего | Всего | Всего | Всего | Всего | Всего | Всего | Всего | Всего | Всего | 705   |

|       | Производитель        | 1     | 2     | 3     | 4     | 5     | 6     | 7     | 8     | 9     | 10    | 11    | 12    | Всего |
| ----- | -------------------- | ----- | ----- | ----- | ----- | ----- | ----- | ----- | ----- | ----- | ----- | ----- | ----- | ----- |
| 1943  | Werk Stahlindustrie  |       |       |       |       | 5     | 9     | 10    | 2     | 19    | 14    | 20    | 17    | 96    |
| 1944  | Werk Stahlindustrie  | 4     |       |       |       |       |       |       |       |       | 7     |       |       | 11    |
| 1944  | Werk Teplitz-Schönau | 9     | 18    | 13    | 6     | 4     |       |       |       |       |       |       |       | 50    |
| Всего | Всего                | Всего | Всего | Всего | Всего | Всего | Всего | Всего | Всего | Всего | Всего | Всего | Всего | 157   |

Первые 100 подвозчиков боеприпасов выпуска мая 1943 — января 1944 года получили №№ в диапазоне 320001 — 320500. 50 машин выпуска января — мая 1944 года были изготовлены на Werk Teplitz-Schönau в чешском Теплице. Эти машины имели серийные номера 325001 — 325050. Выпуск САУ начался здесь в начале 1944 года, но достаточно быстро завод перевели на производство истребителей танков Hornisse (Nashorn), поскольку в его конструкции использовалась та же база Geschützwagen III/IV. Последние 7 машин производства ноября 1944 года имели №№ в диапазоне 320701—320800.
Всего же общий объём выпуска составил 705 САУ и 157 подвозчиков боеприпасов. 
Последней версией самоходной установки стала машина, известная как Hummel-Wespe. Её появление стало результатом прекращения производства САУ Wespe, что произошло в июне 1944 года. Обсуждение перспектив создания Hummel-Wespe началось в октябре 1944 года. Машина, первоначально обозначавшаяся как le.Pz.Haub, то есть «лёгкая гаубица на танковой базе», представляла собой шасси GW III/IV, на которое устанавливалась 105-мм гаубица leFH 18/40. В связи с этим была переделана конструкция листов рубки в лобовой части, а также разработана бронировка гаубицы. Для защиты от вражеских гранат на крыше боевого отделения была установлена сетчатая конструкция.
Согласно планам, в феврале 1945 года ожидался выпуск 40 таких САУ, 50 - в марте, 80 - в апреле, а до конца июня планировали получить в общей сложности 250 штук. Реальность оказалась иной: один опытный образец Hummel-Wespe был изготовлен Alkett в декабре 1944 года, ещё девять машин сделали в январе 1945 года. Серийно производить Hummel-Wespe предполагалось на заводе в Теплице, поскольку Дуйсбург подвергся массированной бомбардировке. Уже в послевоенном отчёте от 30 августа 1945 года указывалось, что таких машин было собрано 11.

## Описание конструкции
Вес — 24,4 тонн. Экипаж САУ состоит из 6 человек (водитель и расчёт орудия).

### Корпус и рубка
Корпус изготавливался из катанных броневых листов толщиной от 15 мм до 30 мм. Боевое отделение располагается в кормовой части (броневая рубка), моторно-трансмиссионное — посередине, и отделение управления — спереди.
Открытая сверху броневая рубка располагается в центральной и кормовой части машины. Толщина стенок рубки составляет 10 мм. Для посадки расчёта и загрузки боекомплекта в задней стенке рубки имеется двухстворчатая дверь. Для защиты от непогоды над рубкой можно было установить брезентовый тент.

### Вооружение

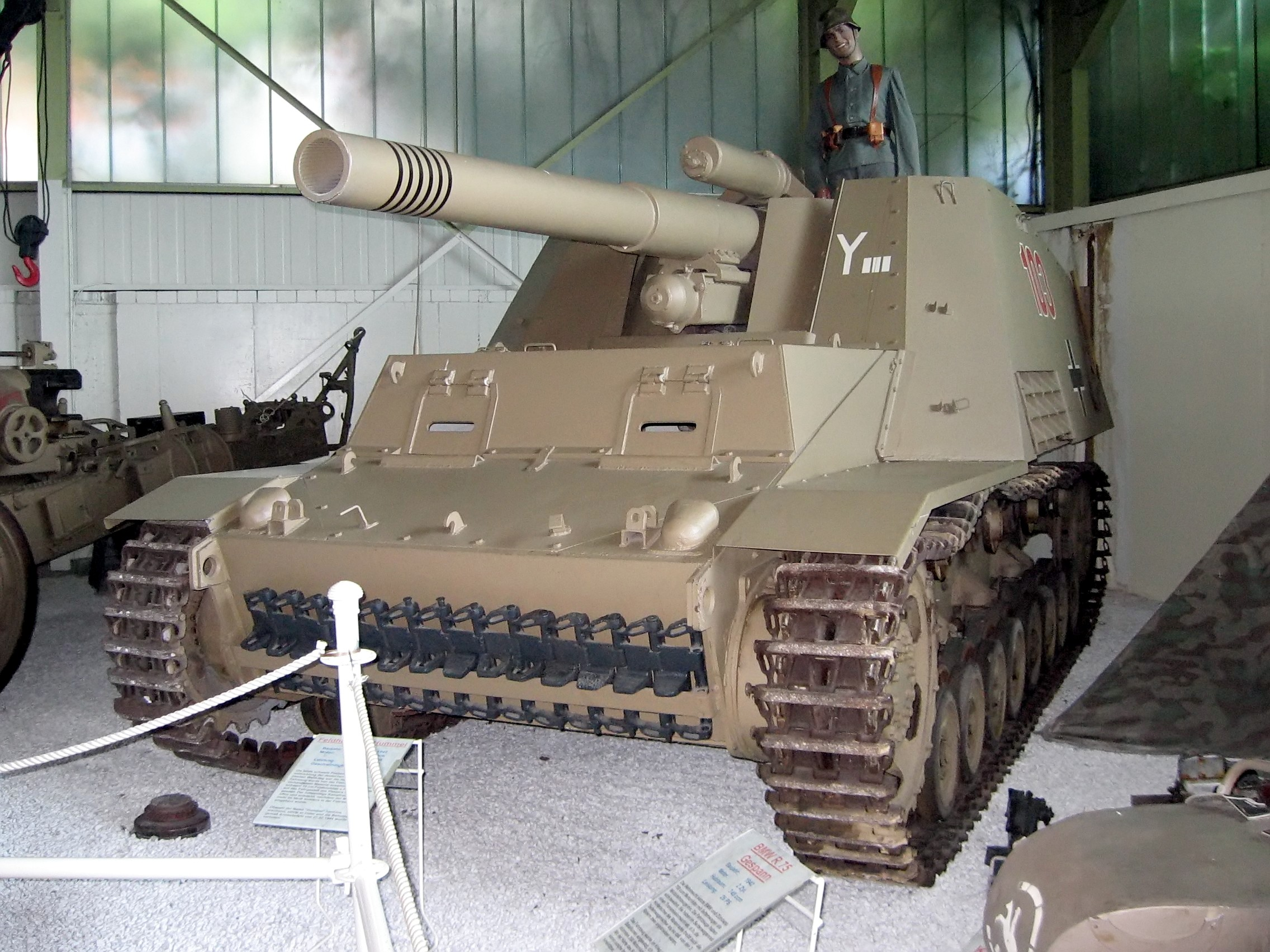
Hummel

Вооружение: 150-мм тяжёлая полевая гаубица sFH 18 L/30. Ствол гаубицы имел длину 440 см. Для стрельбы применялись фугасные (в основном) и дымовые (редко), бетонобойные и бронебойные снаряды. В качестве вспомогательного вооружения использовался 7,92-мм пулемёт MG 34 или MG 42, два пистолета-пулемёта MP 38/40. Боекомплект состоял из 18 снарядов и 600 патронов.

### Ходовая часть
От танка PzKpfw IV были взяты несколько изменённый корпус, ходовая часть с опорными катками, поддерживающими роликами, подвеской, ленивцами, гусеницами, устройствами натяжения траков. От танка PzKpfw III САУ получила двигатель Maybach HL 120 TRM V12 с трансмиссией SSG-77, тормозные устройства, ведущие колёса, механизмы управления. Специально для САУ разработаны новые валы, передающие мощность от двигателя, выхлопные патрубки, масляные фильтры, инерциальные стартеры, топливопроводы, зимнее оборудование.
Во многом из-за ограниченного боезапаса 22—24 % всех машин было построено в виде транспортёра боеприпасов, конструкция которых практически не отличалась от конструкции самой САУ, сохранялась возможность установки пушек в полевых условиях.

## Сохранившиеся экземпляры
По данным на 1999 год насчитывается 5 уцелевших машин, находящихся в следующих местах:
- Германия — танковый музей в Мунстере, учебный центр в Кобленце, автомобильно-технический музей в Зинсхайме.
- США — музей Паттона.
- Франция — танковый музей в Сомюре.

## В массовой культуре

### Стендовый моделизм
САУ ограниченно представлена в стендовом моделизме. Сборные пластиковые модели-копии в масштабе 1:35 выпускаются фирмами «Dragon»(Китай),«AFV Club»(Тайвань) и "Border model"(Китай). 

### Компьютерные игры
- Присутствует в серии игр «В тылу врага»: «В тылу врага» «Диверсанты», «Диверсанты 2», «Диверсанты 3», «В тылу врага 2», «В тылу врага 2: Братья по оружию», «В тылу врага 2: Лис пустыни», «Чёрные бушлаты» и «Штрафбат».
- Присутствует в «Panzer General».
- Присутствует в «World of Tanks» как САУ 6 уровня в немецкой ветке развития.
- Также встречается в серии стратегий «Company of Heroes».
- Также встречается в стратегии «Блицкриг», «Карибский Кризис».
- Есть в «Operation Europe» для всех платформ.